# MooTools
MooTools (My Object Oriented Tools) ist ein freies JavaScript-Webframework zur effizienten Entwicklung von erweiterbarem und browserübergreifend kompatiblem Code. Es ist objektorientiert, modular und kompakt. Das Framework steht unter der MIT-Lizenz. Etwa 2 % aller Webseiten nutzen MooTools.

## Eigenschaften
- Erweiterbar und modular, so dass es Entwicklern möglich ist, nur die Komponenten einzubinden, die tatsächlich benötigt werden.
- Starke Objektorientierung für mehr Flexibilität und Erweiterbarkeit.
- Effektkomponente mit Transitionen, für Animationen innerhalb der Webseite.

## Komponenten
MooTools beinhaltet eine Reihe von Komponenten, wobei nicht jede davon für jede Applikation benötigt wird. Einige der Hauptkomponenten sind:
Core
eine Kollektion von Funktionen, die von allen anderen Komponenten benötigt werden.
More
eine offizielle Kollektion von Erweiterungen, die Core erweitern und weitere Funktionen hinzufügt.
Class
ist die MooTools-Basisklassenbibliothek für die Instanziierung von Klassenobjekten.
Natives
eine Kollektion von JavaScript-nativen Objekten. Natives fügen zusätzliche Funktionen hinzu, erhöhen die Kompatibilität und erweitern MooTools um neue Methoden.
Element
ist eine Komponente für weitere Verbesserungen und zur Erhöhung der Kompatibilität der HTML-Element-Objekte.
Effects
ist eine Effekte-API zur Animation von Elementen.
Remote
stellt eine XHR-Schnittstelle bereit, Cookies und diverse JSON-Werkzeuge für Entwickler.
Window
stellt eine browserübergreifende Schnittstelle zu klientspezifischen Informationen bereit, z. B. der Bildschirmauflösung.
Eine optionale, komprimierte JavaScript-Datei, die benutzerspezifische Komponenten enthält, kann direkt beim Download auf der MooTools-Webseite erstellt werden.

## Browserkompatibilität
MooTools ist kompatibel und getestet mit:
- Safari 3+
- Internet Explorer 6+
- Firefox 2+
- Opera 9.0+
- Chrome 4+

## Objektorientierte Programmierung
MooTools beinhaltet eine robuste Klassensammlung und ein fortschrittliches Vererbungssystem, welches eine Wiederverwertung des Quellcodes und eine einfache Erweiterung ermöglicht. Zum Beispiel:
```
var
 
Tier
 
=
 
new
 
Class
({

    
initialize
:
 
function
(
name
)
 
{

        
this
.
name
 
=
 
name
;

    
}

});

var
 
Katze
 
=
 
new
 
Class
({

    
Extends
:
 
Tier
,

    
reden
:
 
function
()
 
{

        
return
 
'Miau!'
;

    
}

});

var
 
Hund
 
=
 
new
 
Class
({

    
Extends
:
 
Tier
,

    
reden
:
 
function
()
 
{

        
return
 
'Wuff! Wuff!'
;

    
}

});

var
 
tiere
 
=
 
{

    
a
:
 
new
 
Katze
(
'Missy'
),

    
b
:
 
new
 
Katze
(
'Mr. Bojangles'
),

    
c
:
 
new
 
Hund
(
'Lassie'
)

};

Object
.
each
(
tiere
,
 
function
(
tier
)
 
{

    
alert
(
tier
.
name
 
+
 
': '
 
+
 
tier
.
reden
());

});

// Ausgabe der Dialogfenster

//

// Missy: Miau!

// Mr. Bojangles: Miau!

// Lassie: Wuff! Wuff!

```

Zusätzlich stellt es einen eigenen Satz an Klassen zur Verfügung, mit denen es beispielsweise leicht möglich ist, verschiedene Effekte zu verwirklichen. Dazu zählen Größenänderungen des Browserfensters, Ein- und Ausblendeeffekte, Bewegungseffekte und vieles mehr (Ajax, JSON usw.). Übergangseffekte lassen sich mit wenigen Zeilen Code realisieren, da MooTools die meisten Arbeitsschritte selbst erledigt.